# Козленко, Александр Яковлевич
Александр Яковлевич Козленко (укр. Олександр Якович Козленко; 20 сентября 1920, Одесса — 26 апреля 1993, Одесса) — историк и общественный деятель, педагог, участник Второй мировой войны. Отличник народного образования Украины[2]. Его называли «Одесским Макаренко»[3][4]. Избирался депутатом Центрального райсовета Одессы многих созывов. Председатель комиссии по делам несовершеннолетних при Центральном райисполкоме. Член общества историков при археологическом музее.

## Биография
Александр Козленко родился в 1920 году в Одессе. После окончания школы работал пионервожатым, начальником пионерского лагеря, воспитателем в детском городке им. Коминтерна, затем студент исторического факультета Одесского государственного университета, который окончить не позволила война.
На фронт не взяли из-за плохого зрения. Александр Яковлевич переехал в Чкаловскую область, где в возрасте 21 года стал директором средней школы.
16 января 1943 года добровольцем ушёл на фронт. Участник Смоленской, Оршанской, Люблин-Брестской, Висло-Одерской, Варшавско-Познанской и Берлинской наступательных операций. Военный переводчик 491 Неманского ордена Красного Знамени стрелкового полка 159 Краснознаменной Витебской орденов Суворова и Кутузова ІІ ст. стрелковой дивизии. После окончания войны служил в группе Советских войск в Германии, был одним из организаторов и начальником издательства газеты «Ежедневное обозрение» («Теглихе Рундшау») для немецкого населения. В 1945 г. был одним из организаторов детского дома для немецких детей сирот в пригороде Берлина. В июне 1946 г. перешёл на работу в главный штаб советской военной администрации старшим инструктором отдела агитации и пропаганды специального отдела политуправления.
В ноябре 1946 года вернулся в Одессу, завершил образование в Одесском университете имени И. И. Мечникова.
С 1947 года работал в системе образования Одесской области. Заместитель директора по педагогической части детского дома № 2 в Балте, инспектор сектора детских домов областного отдела народного образования Одесской области.
С 1952 г. завуч средней школы № 122, с 1956 г. по 1969 г. директор средней школы № 21, с 1969 г. по 1984 г. директор средней школы № 122. После этого с 1984 года до самой смерти проработал инспектором районо. Скончался в 1993 году. Похоронен в Одессе.

## Память
18 мая 2017 года на фасаде Одесской школы № 122 по ул. Старопортофранковской, 45 прошло торжественное открытие мемориальной доски Александру Яковлевичу Козленко. Мемориальная доска установлена согласно распоряжению Одесского городского головы и инициативе Историко-топонимической комиссии. На открытии присутствовал внук Павел Ефимович и правнуки Михаил и Даниэль, а также бывшие ученики, коллеги по общественной работе, преподаватели и директора школ. Как отметили в мэрии:

Это первая мемориальная доска в Одессе, увековечившая память о педагоге, который посвятил педагогической деятельности более 50 лет жизни, дал путевку в жизнь тысячам юношей и девушек, был мудрым и опытным наставником для многих учителей, впоследствии возглавивших школы в нашем городе
Народная артистка России, бывшая ученица одесской школы № 122 Лариса Долина вспоминала:

Я очень хорошо помню Александра Яковлевича Козленко, директора 122-й одесской школы, в которой я училась с 1-го по 9-й класс. Хотя прошло уже так много лет… Помню его добрые, отеческие глаза, его тёплое отношение к детям, независимо от того, был это двоечник или отличник. Тогда мы этого не понимали, теперь же эти качества педагога и воспитателя — Александра Яковлевича Козленко невозможно переоценить. И кто знает, как сложилась бы моя дальнейшая творческая судьба, если бы не решение, довольно трудное в те годы, которое тогда принял Александр Яковлевич. Это был 1971-й год, только начался учебный год, я была в 9-м классе, моё персональное дело рассматривалось на областной комиссии по делам несовершеннолетних, связанное с запросом руководства одесской филармонии дать возможность ученице 9-го класса школы 122 стать солисткой одесского эстрадного оркестра «Мы-Одесситы»! Александр Яковлевич хорошо знал меня: я была солисткой школьного хора, и, зная о том, что я учусь в музыкальной школе по классу виолончели, (я часто играла на этом инструменте на школьных вечерах), он встал и сказал комиссии(в то время А. Я. Козленко был председателем этой комиссии), что считает, надо дать шанс этой девочке проявить себя! Возможно, через какое-то время мы будем ею гордиться! Надеюсь, Александр Яковлевич гордился мной, а я очень горда тем, что знала этого замечательного человека, педагога и гражданина, которому всегда было дело до всего! Спасибо огромное, Александр Яковлевич, за то, что, благодаря Вашему участию в моей судьбе, я получила возможность полностью реализовать свои способности! Светлая Вам память!